# Ryll-Nardzewskiの不動点定理
数学の一分野である函数解析学におけるRyll-Nardzewskiの不動点定理（Ryll-Nardzewskiのふどうてんていり、英: Ryll-Nardzewski fixed-point theorem）とは、次の内容の定理のことをいう：ノルム線型空間 E と、弱位相の下でコンパクトな E の空でない凸部分集合 K に対して、K のアフィン等長写像の群（あるいは、半群）はすべて、少なくとも一つの不動点を持つ（ここで、写像の集合の「不動点」とは、その集合に含まれるすべての写像に対して不動点となっている点のことをいう）。
この定理はCzesław Ryll-Nardzewskiによって提唱された。その後、波岡とアスプルンドは異なる手法に基づく証明を与えた。その後、Ryll-Nardzewskiは、彼自身の元々の考えを基に完全な証明を与えた。

## 応用
Ryll-Nardzewskiの定理より、コンパクト群上のハール測度の存在が従う。